# Fábio Pannunzio
Fábio Pannunzio (Uberlândia, 18 de junho de 1961) é um jornalista brasileiro. Repórter de veículos da mídia eletrônica há quase quatro décadas, sagrou-se vencedor de duas edições do prestigiado Prêmio Esso (2012 e 2014) e mereceu uma menção honrosa em 2015. Também foi o grande vencedor do Prêmio Íris América, da Academia de Televisão da Espanha, em 2017.

## Carreira
Nascido em Uberlândia, Minas Gerais, em 18 de junho de 1961. Graduou-se em Comunicação social pela Faculdade Cásper Líbero, de São Paulo, e iniciou sua carreira em 1981, na Rádio Jovem Pan. Migrou para a televisão em 1984 e trabalhou nas principais redes abertas do país. Autor de várias reportagens investigativas, foi ele quem descobriu a rota de fuga do empresário PC Farias no Cone Sul e localizou o paradeiro da fraudadora da Previdência Social Jorgina de Freitas, na Costa Rica.[carece de fontes?]
Pannunzio foi o primeiro repórter da TV brasileira a ser admitido pelas Forças Armadas Revolucionárias da Colômbia em seus acampamentos, em plena selva colombiana. A experiência forneceu matéria-prima para o livro A Última Trincheira, lançado pela Editora Record em 2001.[carece de fontes?]
Atualmente, Fábio Pannunzio reside em São Paulo e foi o âncora titular do Jornal da Noite, que assumiu no dia 3 de outubro de 2016 com a saída de Bóris Casoy. Também apresentava diariamente o noticiário Bastidores do Poder, na Rádio Bandeirantes, ao lado de Thays Freitas e Pedro Campos. Anteriormente, por um ano e meio, foi um dos comentaristas do prestigiado programa Jornal Bandeirantes Gente, junto com José Paulo de Andrade, Salomão Ésper e Rafael Colombo. Foi também o apresentador titular do dominical Canal Livre, exibido pela Rede Bandeirantes de Televisão. Também foi apresentador eventual do Jornal da Band, chegando a ser titular de forma interina em 2019, devido a morte de Ricardo Boechat. Em 04 de setembro, ele deixou a Band por motivos de saúde, após ter sofrido um infarto.
O jornalista edita o Blog do Pannunzio , que tem como foco a política e a crítica de qualquer forma de corrupção. Criou, com a blogueira Adriana Vandoni, do blog Prosa e Política , a Permuta de Censura, movimento de blogueiros censurados para 'permutar' a publicação de matérias na Internet: aquilo que um não podia postar, o outro postava e vice-versa.
Com isso, atraiu a ira do deputado estadual José Geraldo Riva, do PSD de Mato Grosso, que o processou civil e criminalmente quatro vezes. Riva, o político mais processado do Brasil, tem contra si um passivo judicial de quase duas centenas de ações por improbidade administrativa, corrupção, peculato e outros crimes graves. Está inelegível porque foi enquadrado na Lei da Ficha Limpa e não mais poderá ser candidato a cargo público. Teve dois mandatos cassados pela Justiça Eleitoral após ser condenado por compra de votos. Encontra-se afastado, por determinação judicial, da presidência da Assembléia Legislativa do Estado de Mato Grosso. Os processos do parlamentar contra o jornalista ainda não foram julgado em primeira instância. enquanto isso, Riva foi preso no curso da Operação Ararath, da Polícia Federal, acusado dos mesmos crimes pelos quais o jornalista o denunciou.                                                                                                                                                                                                                                                                         
Os blogs editados por Fábio Pannunzio também cedem espaço ao debate ideológico com jornalistas favoráveis ao Partido dos Trabalhadores e ao governo federal. Em defesa do colega Heraldo Pereira, qualificado como "negro de alma branca" pelo jornalista Paulo Henrique Amorim, Pannunzio criou o acrônimo BESTA, que se desdobra em "Blogosfera Estatal". O neologismo confronta o acrônimo PIG (Partido da Imprensa Golpista), disseminado por  Amorim.                                                                                                                                                                                                                                                                          
Pannunzio também teve problemas com os tucanos. Foi processado pelo ex-secretário Segurança Pública de São Paulo, Antônio Ferreira Pinto, depois que denunciou, em seu blog, junto com o colega Sandro Barboza, da TV Bandeirantes, a conduta de uma equipe de delegados-corregedores da Polícia Civil, que algemou e despiu  uma escrivã acusada de concussão. A SSP-SP saiu em defesa dos corregedores, o que gerou revolta e indignação entre a população. Em decorrência disso, a Corregedora da Polícia Civil, Maria Inês Trefiglio Valente, foi demitida pelo governador Geraldo Alckmin. 
Fábio Pannunzio também responsabilizou a truculência de Ferreira Pinto pelo aumento do número de chacinas promovidas na periferia por grupos de mascarados (muitos deles policiais à paisana)  e  por execuções de policiais, realizadas pelo crime organizado, em revide. O então secretário o processou, pedindo R$ 80 mil de indenização por danos morais.  O jornalista foi absolvido em julgamento antecipado, mas seu blog passou sete meses fora do ar por causa da censura ao post que foi objeto da lide.  O ex-secretário recorreu ao Tribunal de Justiça do Estado de São Paulo. Pannunzio foi absolvido por unanimidade. 
Em quase 33 anos de jornalismo investigativo, o jornalista jamais foi condenado pelas reportagens que produziu, mas foi condenado civilmente a indenizar a Igreja Universal do Reino de Deus e o Bispo Edir Macedo ao fazer críticas, durante uma reportagem, e acusando a IURD de tráfico internacional de crianças.
Após se envolver em discussão por uma rede social com o Secretário de Comunicação do Governo Bolsonaro, Pannunzio deixou os quadros da Band em 04 de setembro de 2019, contudo, alegou motivos de saúde e anunciou novos projetos na internet. Atuamente apresenta o Desperta ICL do ICL Notícias.

## Tentativa de assalto
Na madrugada de segunda-feira, 22 de fevereiro de 2016, por volta das 04:45 da manhã,[carece de fontes?] o jornalista estava dentro de um táxi que acabava de pegar e foi alvo de três assaltantes na esquina da Av. Duquesa de Goiás com a Avenida Boaventura José Rodrigues, em São Paulo, que foi abordado por três assaltantes.[carece de fontes?] Pannunzio, que relatou o episódio nas redes sociais e publicou uma foto da bala e do vidro do carro quebrado.
Na ocasião, disse:
| “ | "Para quem vive em uma cidade violenta e sem governo como São Paulo a vida está sempre por um triz. Hoje de manhã, às quinze para as cinco, o táxi que eu acabava de pegar foi alvo de três assaltantes na esquina da condessa de Goiás com a avenida Boaventura José Rodrigues, no Real Parque." (…) "É um dos pontos críticos com maior incidência de crimes violentos da Zona Oeste. A polícia deveria estar permanentemente por ali, mas não estava, nunca está. O motorista, que já havia sido vítima de um assalto violento, jogou o carro em cima de um dos três ladrões, que atirou. " (…) "A bala atravessou o parabrisa e passou entre os meus cabelos. Foi por bem pouco mesmo. Compartilho essa experiência aterradora aqui para tentar criar um elemento de pressão que convença o governo do estado a fazer o que tem que ser feito: patrulhamento preventivo nas áreas de risco. Sem isso, a desgraça é apenas uma questão de tempo. Não tivesse tido tanta sorte, eu agora seria mais um caso a engrossar as estatísticas da secretaria de segurança.'' | ” |

## Filmografia
| Ano     | Nome                | Função       | Emissora          |
| ------- | ------------------- | ------------ | ----------------- |
| 1986-91 | SPTV                | Repórter     | TV Globo          |
| 1991    | NETV                | Repórter     | TV Globo          |
| 1991-92 | Jornal São Paulo    | Apresentador | TV Jovem Pan      |
| 1992-97 | Jornal Bandeirantes | Repórter     | Rede Bandeirantes |
| 1999-16 | Jornal da Band      | Repórter     | Rede Bandeirantes |
| 2003-04 | Jornal 10           | Apresentador | Canal 21          |
| 2016-19 | Jornal da Noite     | Apresentador | Rede Bandeirantes |
| 2016-19 | Canal Livre         | Apresentador | Rede Bandeirantes |
| 2019    | Jornal da Band      | Apresentador | Rede Bandeirantes |
| 2024    | Desperta ICL        | Apresentador | ICL Notícias      |

## Prêmios
- O jornalista Fábio Pannunzio foi indicado como um dos 10 mais importantes repórteres de televisão do Brasil em todas as edições do Prêmio Comunique-se, em ao menos uma das categorias, consecutivamente. [carece de fontes?]
- Em 2012, ele e sua equipe da Rede Bandeirantes de Televisão receberam o Prêmio Esso de Telejornalismo, pela produção da série "Desaparecidos", veiculada pelo Jornal da Band.[12]
- No mesmo ano, foi o vencedor do Prêmio Abraciclo de Jornalismo pela produção da série "A Vida em Duas Rodas", veiculada pela mesma emissora.[13]
- Em 2014, o jornalista foi novamente agraciado com o Prêmio Esso de Telejornalismo pela série de reportagens "O Avanço da Maconha", exibida pelo Jornal da Band.
- Em 2015, foi novamente agraciado com uma menção honrosa do Prêmio Esso por ter sido finalista com a série de reportagens Brasil, Céu e Inferno.
- Em 2016, recebeu o troféu Synapsis, concedido pela Federação Brasileira de Hospitais, por uma série de reportagens denunciando a situação da saúde pública brasileira;
- Em 2017, ganhou o Prêmio Íris América, concedido pela Academia de Televisão da Espanha ao melhor trabalho de investigação ibero-americano

## Vida pessoal
Fábio Pannunzio é piloto privado de aviões, tendo completado sua formação no Aeroclube de São Paulo e obteve seu brevê em dezembro de 2012.[carece de fontes?]